# Мечиев, Кязим Беккиевич
Кязи́м Бекки́евич Мечи́ев (карач.-балк. Мечиланы Беккини жашы Кязим) (1859, село Шыкы, Терская область — 15 марта 1945, Талды-Курганская область, Казахская ССР) — великий балкарский поэт, просветитель, философ-гуманист, основоположник современной балкарской поэзии и литературного балкарского языка, член Союза писателей СССР с 1940 года.

## Биография
Кязим Мечиев родился 22 января 1859 в селе Шыкы в семье ремесленника. Был с рождения хромым, но, как и другие братья, помогал отцу в кузнице. Отец поэта, будучи сам необразованным, страстно желал учёбы сына и сызмала отдал его на учёбу к эфенди в Безенги, а спустя 3 года отправил в Лескенское медресе. Кязим за короткое время осваивает арабскую грамоту и приступает к изучению языков — турецкого и персидского. Тогда же рождаются его первые стихи, записанные арабскими буквами.
По возвращении Мечиев знакомится в Безенги с одним из просвещенных людей того времени, известным в народе Чепеллеу-эфенди, который увлекает юношу светской литературой. Знакомство с великими мастерами Востока, их творчеством оказало благотворное воздействие на будущего классика балкарской поэзии, стало бесценной школой творческого поиска, движущей силой мысли и чувства поэта. Позже адаптированные им на сюжет восточных дастанов произведения, и в первую очередь поэмы, станут шедевром национальной литературы Балкарии.
Вернувшись в родное село Кязим работал в кузнице и, будучи глубоко религиозным человеком, продолжал черпать знания, изучая религиозную литературу и произведения восточных поэтов.
Получив духовное образование в лучших медресе Северного Кавказа, Мечиев совершает своё первое паломничество в Мекку (известно, что поэт дважды побывал в странах Ближнего Востока: в 1903-м, 1910-м).
8 марта 1944 года был депортирован вместе со всем народом в Среднюю Азию. Умер 15 марта 1945 года в Талды-Курганской области Казахстана. В 1999 году останки Кязима Мечиева были перевезены и преданы родной земле в Нальчике.

## Семья
Сын — Магомет (1895, п. Шыкы — 1919) — революционер, погиб в составе партизанского отряда, сражаясь с белогвардейцами на территории Чечено-Ингушетии.

## Творческий путь
Творчество Мечиева не укладывается в рамки однозначной оценки. Исследователями (Д. Маммеев, А. Теппеев) условно отмечаются три этапа эволюции творчества поэта:
1. Мусульманские университеты Кязима и паломничество в Мекку. Начало поэтического творчества. Поэмы на религиозные темы. Лирика: любовные и социальные мотивы (предположительно 1890—1900 гг.).
2. Скитания по странам Востока. Учёба в университете Аль-Азхар (Каир). Формирование реалистического мировоззрения. Создание новой поэтической традиции. Философская лирика и поэмы (1900—1917).
3. Октябрьская социалистическая революция и Гражданская война. Сомнения и тревоги, поиск истины, идейное прозрение и гражданский подвиг. Открытие нового мира и нового человека. Патриотическая лирика (1917—1944).

С учетом новых изданий можно обозначить и 4-й этап — 30—40-е годы (тема репрессий и выселения).

### Раннее творчество
Первые поэмы Мечиева («Иман-ислам», «Пророки») отражают идейные искания поэта в мире религиозной философии и этики, размышления о назначении человека на земле. Поиски правды, истинных приоритетов продолжаются на протяжении всей жизни поэта, обретая социально-психологическую значимость в его произведениях.
Одним из первых Мечиев обращается к теме защиты прав женщины. Показывая недопустимость вторжения в свободу выбора, в гармонию отношений любящих, поэт в лироэпической поэме «Тахир и Зухра» (1891) не следует ни за Молла Непесом, ни за авторами других вариаций на традиционный сюжет, а создает совершенно оригинальное самобытное произведение. Концепция любви, изначально разрабатываемая в любовно-романтических дастанах и творчестве безымянных народных поэтов, у Мечиева становится активной формой выражения гуманистических стремлений к совершенству взаимоотношений, своеобразного протеста против унижения достоинства личности. Дальнейшее разрешение эта проблема получает в стихотворения «Тарыгъыу» («Жалоба», 1898), «Къызны тарыгъыуу» («Сетования девушки», 1903), поэме «Бузджигит» (1910).
К любовной лирике поэт обратился ещё задолго до становления его как гениального творца и философа. Поэтические сравнения возвышенного чувства с «чистым родником», «дождем в разгаре лета» в ту пору полны восторга и неподдельной искренности. Соотнесение мироощущения человека, его внутреннего состояния с предметами и явлениями природы — один из художественных приемов, используемых в раннем творчестве Мечиева. Гора, камень, родник для поэта не отвлеченные условности: это сами характеры, цельные, обобщенные, олицетворяющие стойкость и волю. Устное творчество явилось для поэта тем кладезем народной мудрости, откуда черпал он живительную силу образов и сюжетов. При этом поэт отчетливо осознавал, что традиционное мировоззрение не представляло хаос, а искало символы единого начала. В этом плане он был неутомимым аналитиком, философом, утверждающим органическое единство человека и природы. Набожность помогала ему преодолевать трудности на пути к гармонии и умиротворению совести. «Одна вера, одно небо и один дом у человечества», — говорит поэт, «мы — братья по вере» («Дин къарнашлабыз биз»). Для усиления принятия ключевой мысли он апеллирует к священному писанию и проводит тезис об обязательном исполнении столпов Корана, дабы в день светопреставления не гореть в аду («Бисмиллахи рахмани рахим» — Во имя Аллаха Милостивого и Милосердного).

### Формирование реалистического мировоззрения
Религиозно-просветительское начало в поэзии Мечиева обнаруживает глубокое постижение души человеческой в контексте проблем времени. Мораль его стихотворений выражает идеалы народа: честность, целеустремленность, неприятие лжи и лицемерия, трудолюбие и неподкупность: «Ишлегенни келю базыкъ / Ишлемеген болур жазыкъ» — «У трудолюбивого душа светла, / Не работающий же беден».
Во многих произведениях поэт поднимается до высот философского осмысления действительности. Образы дома, обостренное восприятие запахов родного края — основные ориентиры этой тематической направленности. Замерзающий воробей (стихотворение «Къар кюн арбазыбызда къоннган чыпчыкъгъа» — «Воробей») бередит ему рану, напоминая об угнетенном народе; ослику, от обид и боли ослабевшему, сочувствует его сердце: «Жауур эшекге» («Ослику с израненной душой»). Поэт понимает, что мир — это тяжкая тропа, где имеют место и скорбь, и горе: подобно темному морю, он заманивает в свои силки всех, кто соприкасается с ним.
Мир — тяжкая тропа, где скорбь и горе, —

По той тропе чьи ноги не прошли?

Мир — это взбаламученное море, —

И чьи в нем не тонули корабли?— из стихотворения «Мир — тяжкая тропа». Багдад, 1910
Тревога за настоящее и будущее народа ведет поэта к доподлинно реалистическому изображению обстоятельств жизни горцев, бедного сословия, что получает художественное воплощение в поэме «Жаралы жугъутур» (Раненый тур, 1907). Образ тура, преследуемого кровожадным волком, — это символ угнетенных масс. Поэт молит о том, чтобы нашёлся добрый охотник, который, подобно бедняку Хашиму, пожалевшему тура, избавил бы его народ от оков. Рисуя картины насильственного подавления одного другим, жестокость и беспредел в отношении беззащитных, Мечиев приходит к осознанию неизбежности социальных перемен. Его оружие — слово («Не зная иного пути, я песни слагаю»). По сути своей и жанровой оригинальности поэма «Раненый тур» знаменует собой переход к новому эстетическому качеству — масштабному художественно-обобщенному воссозданию жизни народа посредством субъективного мировосприятия лирического героя. Природная мудрость, ассоциативность мышления позволили поэту показать весь драматизм положения обездоленного крестьянства, его внутреннюю психологическую депрессивность. Но вместе с тем они обнажили страх и смятение автора перед стихией безысходности, незыблемостью общественных устоев. Поэт страдает, и это накладывает отпечаток на все его творчество:
Если б знал, где для родины счастье найти

Прискакал бы к нему, сделав ноги — конём

Если б кровь, как река, разлилась на пути,

Переплыл бы её, сделав сердце — челном— из стихотворения «Если б знал, где для родины счастье найти». Мекка, 1910
Пессимизм достигает гипертрофированного размаха, когда к нему приходят мысли о смерти: «Атасыны жашына осуяты» («Завещание сыну»).
В 1910 году Мечиев предпринимает важный и ответственный шаг в своей жизни: в возрасте 50 лет совершает, уже повторно, хадж. На этот раз, умудренный житейским опытом, закаленный в пламени насущных бед, поэт пристально всматривается в восточную обыденность и с горечью замечает, что мир, ранее казавшийся ему светочем во вселенском «царстве» лжи и лицемерия, на самом деле ничем не отличается от мира его собственной родины и судеб его соплеменников:
Избороздил я много бурных вод, 

Бывал у турков, ездил я к арабам.

Бедняк повсюду как бедняк живет,

И сильный измывается над слабым— из стихотворения «Проплыл на корабле через моря», 1910

### Патриотическая лирика
Крепнет слово поэта, а вместе с ним оттачивается и его философская мысль. Он больше не тешит себя надеждой на абсолютное торжество добра над злом, осознавая, что только внешняя сила способна перекроить всю социально-правовую систему отношений, отринуть действующие «волчьи законы», установить демократические начала. Возможно, потому столь решительно становится он на путь прославления идей социализма в годы советской власти («Сауут алыгьыз» — «Берите оружие», 1919). Лозунговость, схематизм, характерные для многих поэтов начала XX столетия, не миновали и творчество Мечиева. Стихи этой поры пронизаны оптимизмом и верой в светлое будущее. Они — составляющее поэтического сборника «Мени сезюм» (Мое слово), вышедшего в 1939 году. В ноябре того же года Мечиеву было присвоено почетное звание «Заслуженный деятель искусств КБАССР».
В целом творчество Мечиева полифонично.
В поэзии Кязима Мечиева, как и в народных песнях и поэмах, со всей честностью и прямотой выражены характер балкарского народа, его смех и раны, мужество и задушевность; в ней гул свадебной пляски и рыдания женщин в черных шалях на похоронах. Поэзия его живописна, как родное Хуламо-Безенгийское ущелье. В ней мы встретим мягкий разговор с ивой, цветущей у горной речушки, и суровые размышления о смерти и смысле жизни— писал Кайсын Кулиев
Провозглашая гуманизм высшим идеалом, поэт устами старого зодчего из поэмы «Бузжигит» утверждает право на свободное сосуществование всех слоев общества.

### Творчество в депортации
В 1944 году, находясь в ссылке в Талды-Курганской области, Мечиев обращается к последней теме своего творчества — теме депортации, посвятив ей стихотворения: «Таукел этейик биз бюгюн» (Будем надеяться мы сегодня), «Осуят» (Завещание), «Жарлы халкъым» (Бедный мой народ) и др. В поэзии выселения Мечиева усматриваются те же просветительские идеи, что сопровождали поэта ещё на начальном этапе творческого пути. В большинстве они основаны на призывах к единению и терпению: не роптать на отпущенное жизнью, уповать на волю Божью. «В единстве — сила… В единстве — жизнь», — не переставая, твердит мудрец и мыслитель. Поддержать дух народа, укрепить веру в торжество справедливости Мечиев считал своей святой обязанностью, жизненным кредо. И эту миссию с честью пронес до конца.
В 1962 году в Москве был издан первый сборник стихов поэта на русском языке. По мнению специалистов, переводы воспроизводят оригинал «с такой точностью, которая позволяет почти в полной мере ощутить большое и живое сердце Кязима». В 1989 году выходит в свет двухтомное собрание сочинений Мечиева (составитель — А. Теппеев), куда вошли избранные произведения поэта. В 1996 году стараниями балкарского поэта А. Бегиева издаются так называемые антисоветские и религиозные стихи Мечиева.
«Малочисленные народы дают миру людей выдающегося таланта», — сказал М. Горький. Убедительное подтверждение словам русского писателя — яркое по своей самобытности творчество Мечиева. Куда бы ни забрасывало поэта волной жизни, где бы он ни находился, сердце его неотрывно было с Балкарией, с её бедами и чаяниями, радостями и надеждами. Через круги скитаний он снова и снова возвращался к родным вершинам, вдыхал аромат кизячного дыма своего аула. И даже тогда, когда волею судьбы был отлучен от родины, не переставал думать о ней и просить Всевышнего возвратить его к домашнему очагу:
Я молю тебя, госоподи, ныне:

Лучше в камень меня преврати,

Но остаться не дай на чужбине,

К моему очагу возврати!— из стихотворения «Серый камень сорвался с утеса», Дамаск, 1910
Мольбы поэта были услышаны: спустя полвека его останки были перевезены из Средней Азии и преданы родной земле.

## Комментарии
1. ↑  Село Шыкы (Шики)[2], располагавшееся в Хуламо-Безенгийском ущелье, не сохранилось; ныне — территория Черекского района Кабардино-Балкарии.